# BLUE IN RED
『BLUE IN RED』（ブルー・イン・レッド）は、T-SQUARE22枚目のアルバム。
1997年5月21日にリリース。

## 解説
スクェア22枚目のオリジナルアルバム。
CD帯に「ジャンルは無視、アイディアを駆使」と書かれている様に、様々な曲調の楽曲で構成。ハードロック調の2曲目「KNIGHT'S SONG」など従来の「スクェアらしさ」にとらわれない楽曲も収録。「KNIGHT'S SONG」は安藤まさひろが前年に「ANDY'S」名義でリリースした同名アルバム1曲目「MOON OVER THE CASTLE」のスクェア版。「Moon Over The Castle」自体は「グランツーリスモシリーズ」のオープニング曲としてアレンジを変えながら代々使用。今作を最後にサックス・EWI担当の本田雅人、キーボード担当の和泉宏隆はスクェアを退団。次作『GRAVITY』からサックス・EWI担当の宮崎隆睦、キーボード担当の難波正司（本作「KNIGHT'S SONG」でハモンドオルガンを演奏）が新メンバーとしてスクェアに入団する。

## 収録曲
1. BAD BOY & GOOD GIRLS - 安藤まさひろ作曲
2. KNIGHT'S SONG - 安藤まさひろ作曲
3. ANCHOR'S SHUFFLE - 和泉宏隆作曲
4. MAZE - 安藤まさひろ作曲
5. TOOI TAIKO - 則竹裕之作曲
6. SAMURAI METROPOLIS - 本田雅人作曲
7. カスバの少年 - 安藤まさひろ作曲
8. TRELA ALEGRE - 本田雅人作曲
9. FROM THE BOTTOM OF MY HEART - 須藤満作曲

## ミュージシャン
- T-SQUARE
  - 安藤まさひろ - Electric and Acoustic Guitar
  - 和泉宏隆 - Keyboards
  - 則竹裕之 - Drums, Percussion and Programming
  - 須藤満 - Basses
  - 本田雅人 - Saxophones, Ewi, Flute and Programming
- "KNIGHT'S SONG"
  - テッド難波 - Hammond Organ
- "ANCHOR'S SHUFFLE"
  - 荒木敏男 - Trumpet
  - 西村浩二 - Trumpet
  - 村田陽一 - Trombone
  - 山本拓夫 - Tenor Saxophone
  - 本田雅人 - Alto Saxophone
  - ブラス編曲 - 和泉宏隆
- "SAMURAI METROPOLIS"
  - 荒木敏男 - Trumpet
  - 村田陽一 - Trombone
  - 山本拓夫 - Tenor Saxophone
  - 本田雅人 - Alto Saxophone
  - ブラス編曲 - 本田雅人